# Celecoxib
Celecoxib (INN) is een ontstekingsremmend geneesmiddel. Het behoort tot de selectieve cyclo-oxygenase-2- (COX-2-)remmers en wordt ingezet bij de behandeling van artrose, reumatoïde artritis, de ziekte van Bechterew en familiaire adenomateuze polypose.
Celecoxib werd geoctrooieerd door het Amerikaanse farmaceutische bedrijf G.D. Searle & Co., dat later een onderdeel van Pharmacia en daarna van Pfizer werd. Pharmacia eerst en nadien Pfizer verkoopt het onder de merknaam Celebrex (Celebra in sommige landen), in de vorm van tabletten met 100 of 200 milligram van de stof.

## Bijwerkingen en contra-indicaties
Celecoxib vertoont een risico op cardiovasculaire bijwerkingen en maag-darmklachten. Het is daarom onder meer contra-geïndiceerd bij maagzweer, gastro-intestinale bloedingen, ischemische hartklachten of perifeer arterieel en/of cerebrovasculair lijden.